# عضلة صدرية صغيرة
العضلة الصدرية الصغيرة (أو الصغرى) (بالإنجليزية: Pectoralis minor muscle)‏ هي عضلة رقيقة مثلثية الشكل تتوضع في الجزء العلوي من الصدر إلى العمق من العضلة الصدرية الكبيرة.

## المنشأ والمرتكز
تنشأ العضلة الصدرية الصغيرة من الحواف العلوية والسطوح الخارجية للأضلاع الثالثة والرابعة والخامسة بالقرب من غضاريفها، وكذلك من السفق (وتر عضلي عريض) المغطية للعضلات الوربية.
تتجه ألياف العضلة نحو الأعلى والوحشي وتتجمع لتشكل وتراً مسطحاً يرتكز على الحافة الإنسية والسطح العلوي للناتئ الغرابي لعظم الكتف.

## المجاورات
تغطى العضلة الصدرية الصغيرة في الأمام (أي سطحياً) باللفافة الترقوية الصدرية. يثقب العصب الصدري الأنسي العضلة كلاً من العضلة واللفافة.

## عمل العضلة
تقوم العضلة الصدرية الصغرى بسحب عظم الكتف نحو الأسفل والأنسي باتجاه الصدر، وتدفع الزاوية السفلية نحو الخلف.

## الاختلافات
قد تنشأ العضلة من الأضلاع الثانية والثالثة والرابعة و/أو الخامسة. قد يمتد وتر ارتكاز العضلة فوق الناتئ الغرابي حتى الحديبة الكبيرة للعظم العضد. قد تنقسم العضلة إلى عدة أجزاء. غياب العضلة أمر نادر.

## صور إضافية

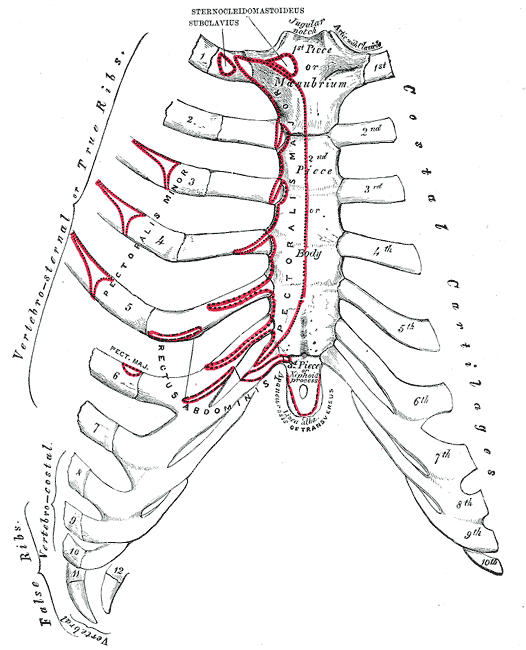
السطح الأمامي لعظم القص والغضاريف الضلعية.
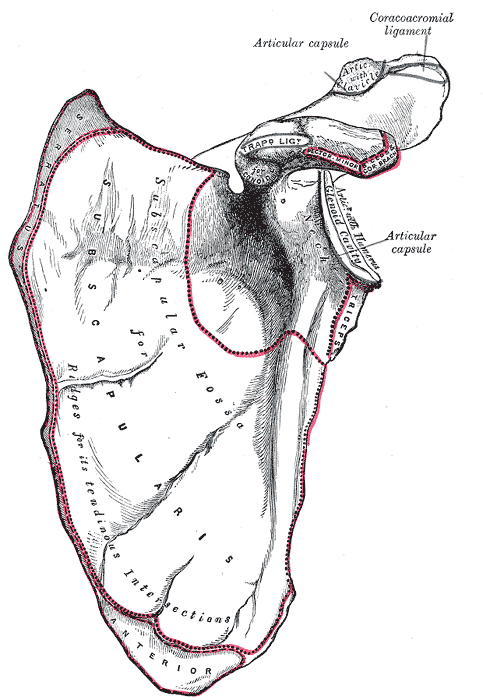
السطح الضلعي لعظم الكتف الأيسر.
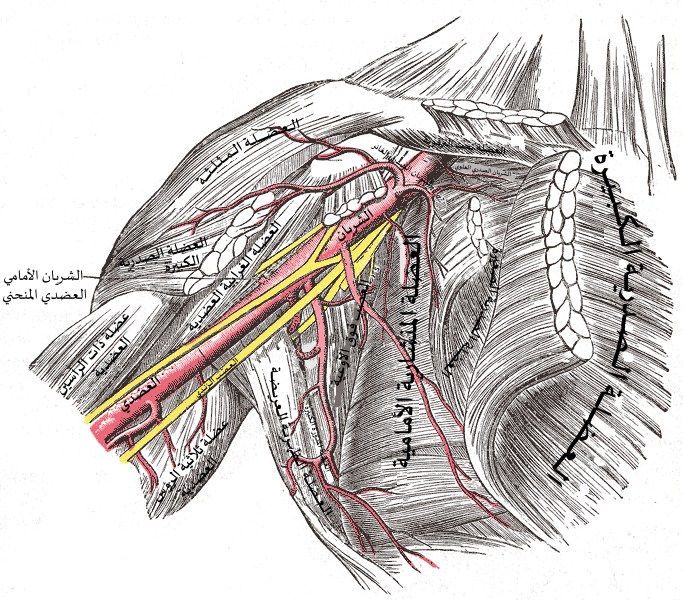
الشريان الإبطي وفروعه.
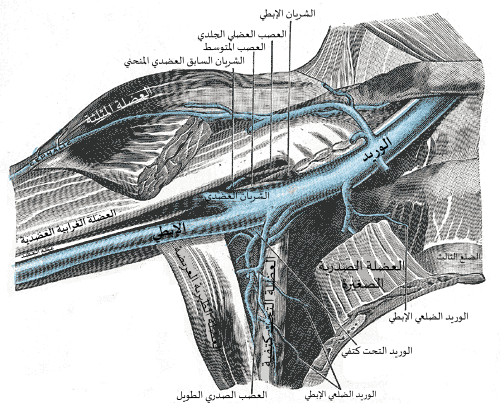
منظر أمامي لأوردة الإبط الأيمن.
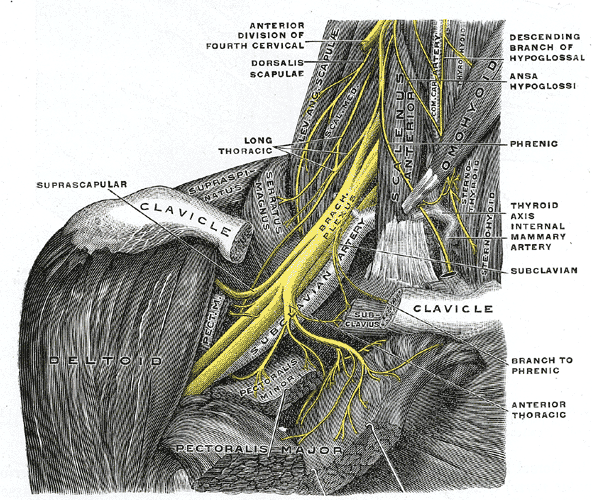
منظر أمامي للضفيرة العضدية وفروعها القصيرة.
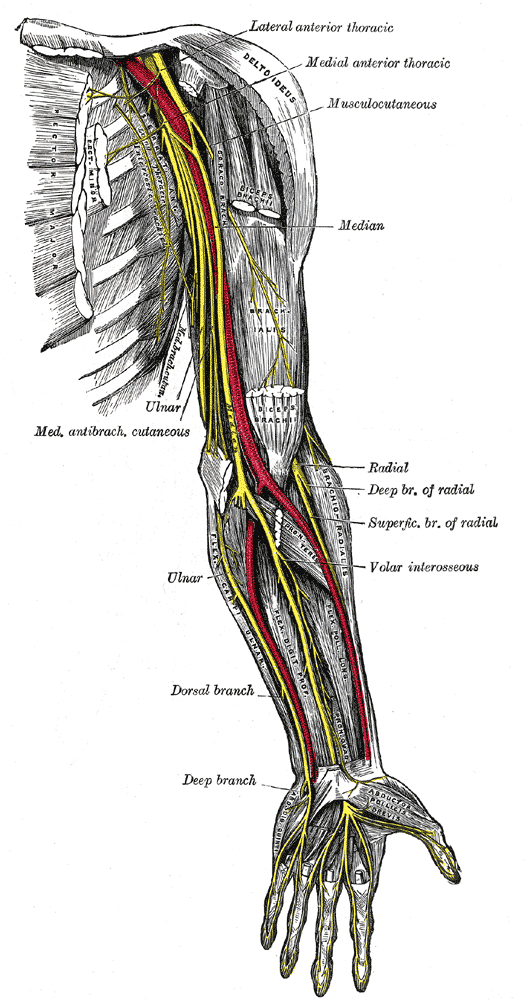
أعصاب الطرف العلوي الأيسر.